# Stadion Miejski w Pionkach
Stadion Miejski w Pionkach – stadion piłkarski, mieszczący się w Pionkach, przy ulicy Sportowej 1. Na stadionie tym mecze rozgrywa Proch Pionki.

## Stadion – ogólne informacje
- Pojemność obiektu wynosi około 5000 miejsc (w tym 300 siedzących)
- Wymiary boiska – 105 × 68 m.
- Oświetlenie – brak
- Z bieżnią lekkoatletyczną[1].

Źródło: 

## Historia stadionu
- Listopad 1928 – z okazji X rocznicy odzyskania przez Polskę niepodległości, dyrekcja Państwowej Wytwórni Prochu przekazała na rzecz klubu tereny przy kościele św. Barbary.
- Wiosna 1929 – rozpoczęto pierwsze prace budowlane.
- Wczesna jesień 1929 – otwarcie stadionu sportowego[3]  Stadion po wybudowaniu drewnianej trybuny krytej według projektu architekta Eugeniusza Bluma wraz z budynkami gospodarczymi i szatniami mógł pomieścić około 300 widzów[4], a powstał głównie ze środków Państwowej Wytwórni Prochu i składek pracowników.
- 1932 – zbudowane zostały urządzenia lekkoatletyczne, które miały służyć nowo powstałej sekcji LA w KS Proch. Oddano do użytku bieżnie, skocznie i rzutnie.
- 1953 – stadion został gruntownie wyremontowany. Przeniesiono wówczas lodowisko spod „elektrowni” na Pronicie i umieszczono je na boisku treningowym.
- 1986 – została rozebrana drewniana trybuna i zbudowano trybuny okalające całą bieżnię[4].
- W latach 90. XX wieku Zakłady Tworzyw Sztucznych „Pronit” przekazały stadion miastu Pionki[5] .
- 2004 – płyta główna stadionu doczekała się gruntownej modernizacji.
- 2008 – boisko treningowe poddane zostało gruntownej modernizacji.
- 2010 – zamontowano nowe stalowe bramki, spełniające wymogi FIFA i PZPN.
- 2011 – zamontowano siedziska dla 50 osób.
- 2013 – Miasto Pionki otrzymało dofinansowanie na budowę stadionu sportowego z pełnym zapleczem. Obecnie w budynku pawilonu sportowego znajdują się: szatnie dla zawodników, szatnie sędziów, pralnia, biuro Zarządu KS Proch Pionki, sauna na podczerwień Infrared dla zawodników, dwie szatnie części rekreacyjnej dla 120 ćwiczących, grota solna, siłownia z salą fitness i saunarium[4].
- 2017/2018 – prace związane z dostosowaniem stadionu lekkoatletycznego do wymagań Polskiego Związku Lekkiej Atletyki[6].
- 8 stycznia 2020 – Miejski Stadion w Pionkach otrzymał certyfikat Polskiego Związku Lekkiej Atletyki potwierdzający zgodność parametrów stadionu z wymaganiami World Athletics (d.IAAF) i PZLA (bieżnia, skocznia do skoku wzwyż, skocznie do skoku w dal i trójskoku, rzutnia do pchnięcia kulą z sektorem o nawierzchni trawiastej oraz rzutnia do rzutu oszczepem). Dzięki otrzymanej certyfikacji wyniki uzyskiwane w poszczególnych konkurencjach będą mogły być podstawą do przyznania zawodnikom klas sportowych z mistrzowską międzynarodową włącznie[6].

Źródło: 

## Ciekawostki
- 1937 – na stadionie sportowym w Pionkach odbył się miting lekkoatletyczny z udziałem KS Warszawianka, w którym brał udział Janusz Kusociński[3] .

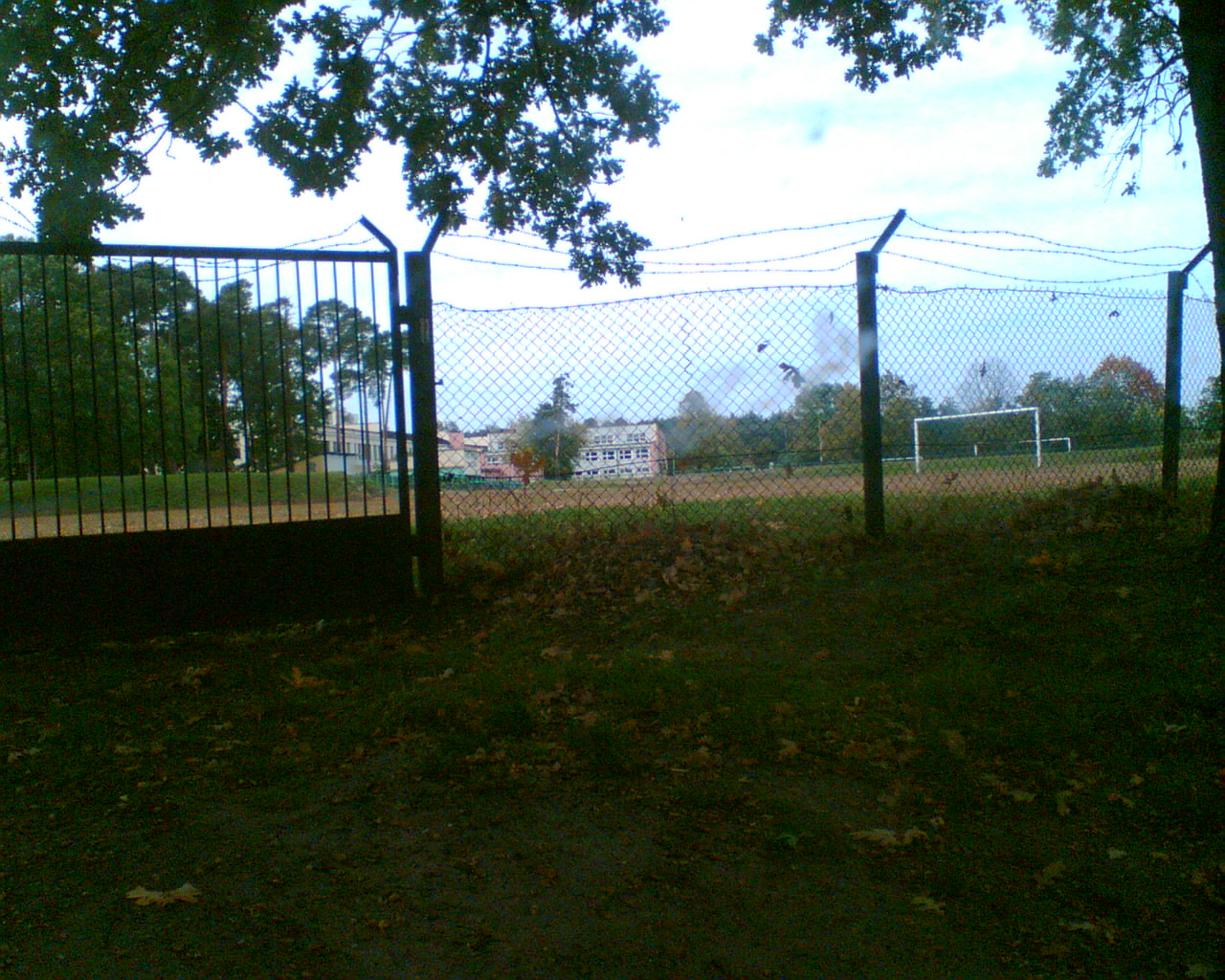
Fragment stadionu miejskiego w Pionkach – widok od ulicy Fabrycznej (marzec 2008)
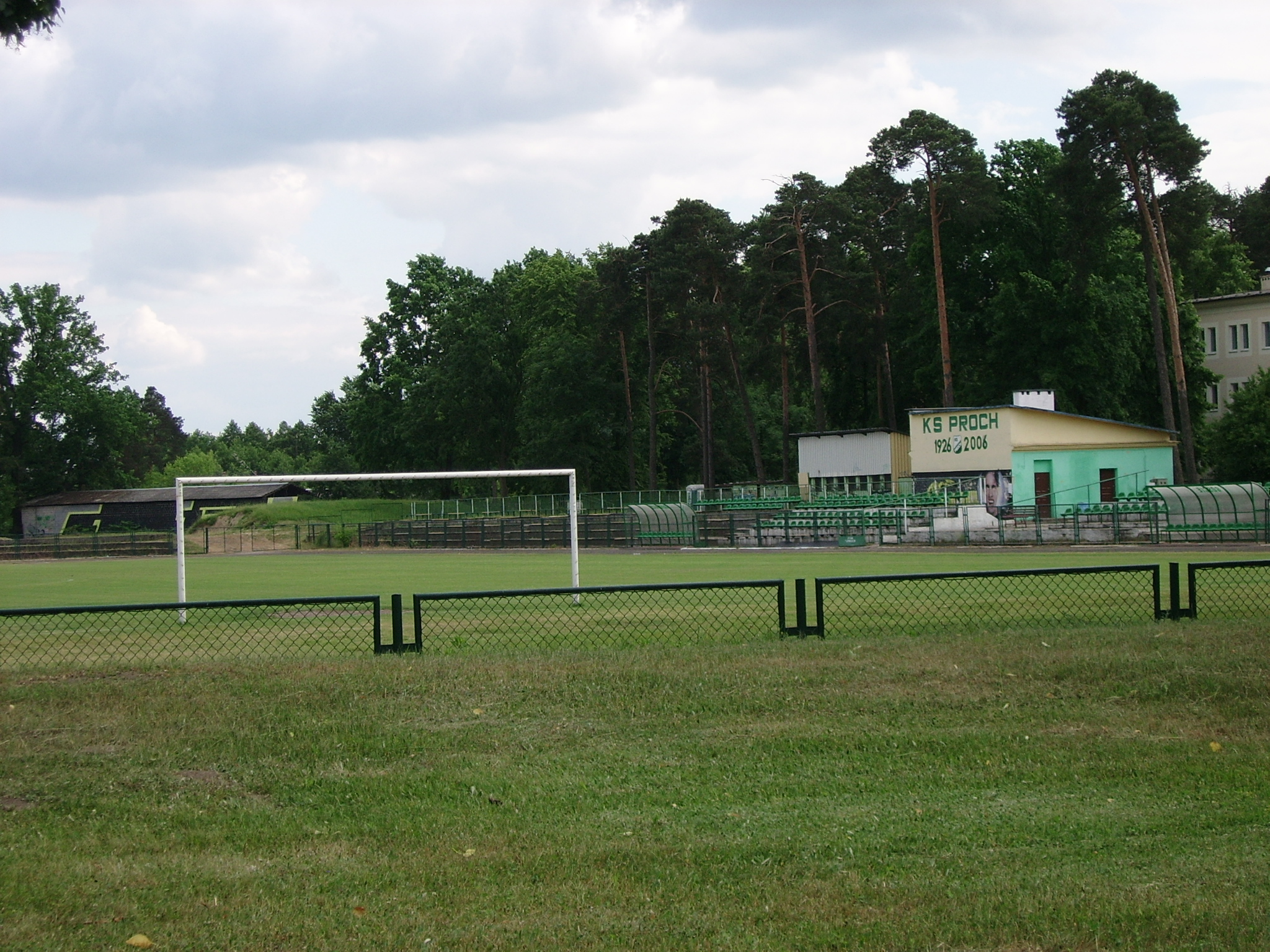
Fragment stadionu miejskiego w Pionkach – widok od Alei Jana Pawła II (czerwiec 2008)
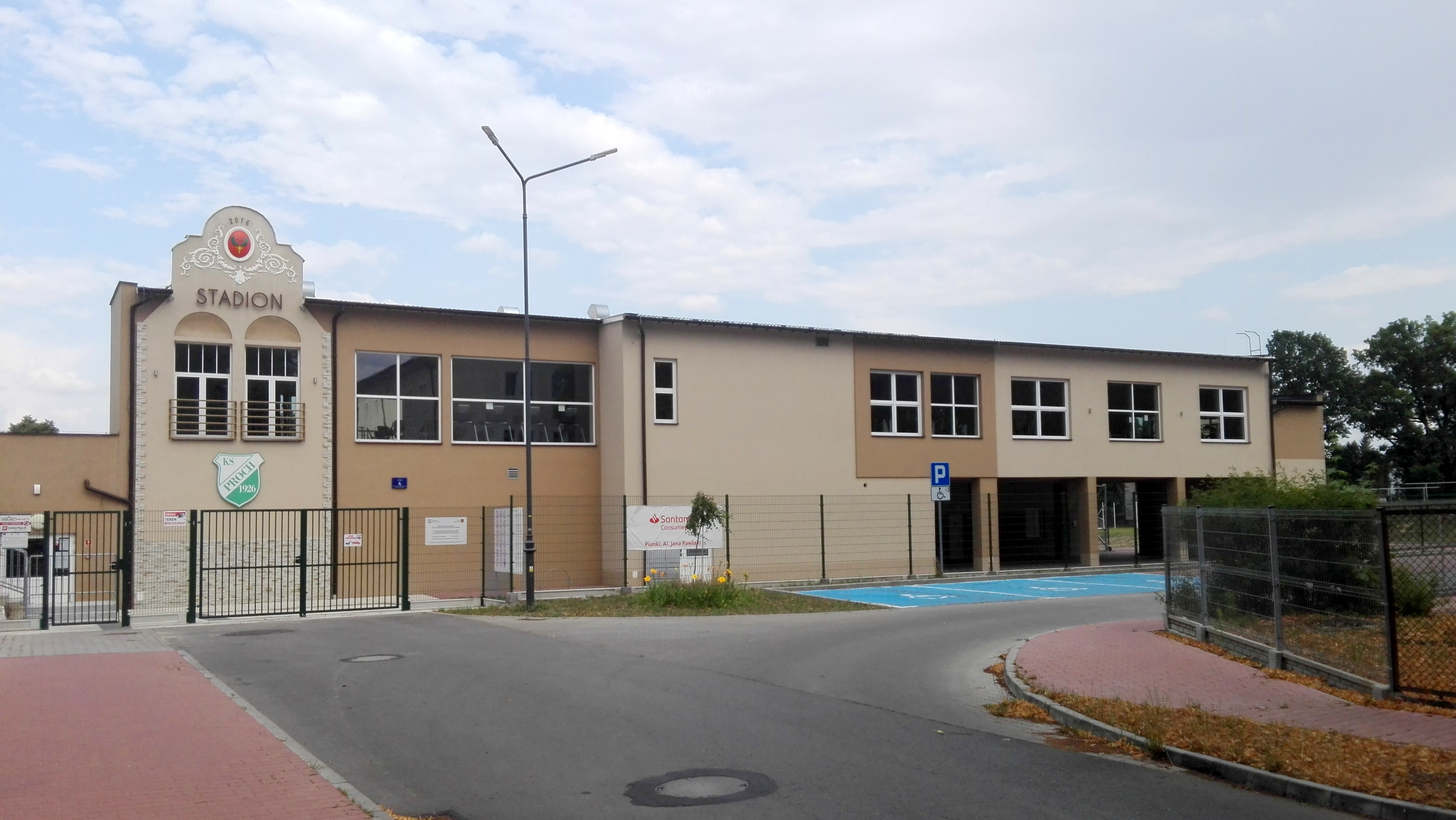
Brama na stadion przy ulicy Sportowej (lipiec 2019)
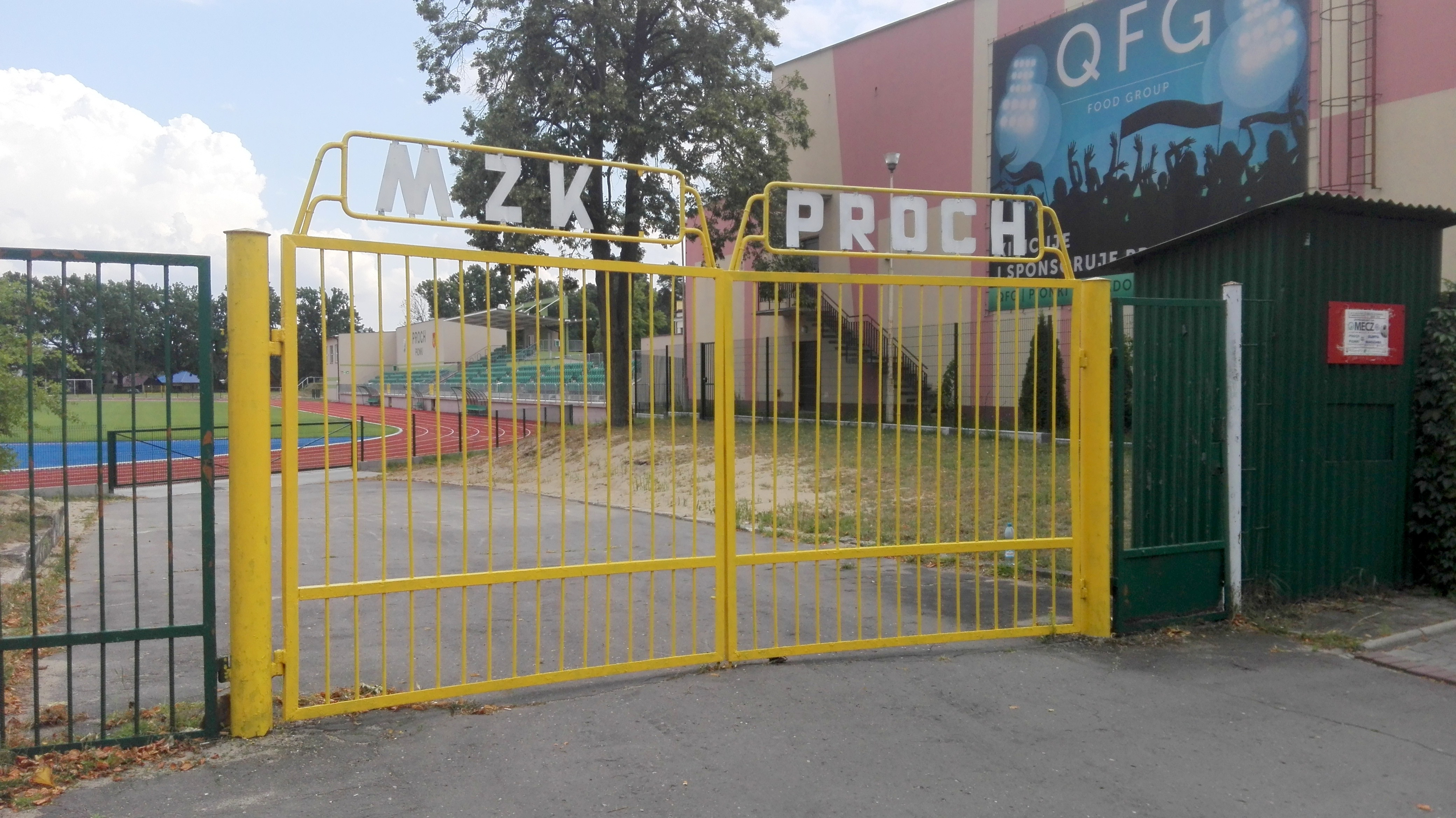
Brama na stadion przy Alei Jana Pawła II (lipiec 2019)